# Maillea
Maillea es un género de plantas herbáceas de la familia de las poáceas. Es originario de las islas del este del Mediterráneo y Grecia.
Algunos autores lo incluyen en el género Phleum (P. crypsoides)

## Especies
- Maillea crypsoides
- Maillea urvillei